# 11780 Thunder Bay
11780 Thunder Bay este o planetă minoră (asteroid), cu un diametru de 5,591 km, din centura de asteroizi. A fost descoperită pe 3 octombrie 1942 la Iso-Heikkilän tähtitorni⁠(d) de Liisi Oterma și a fost numită după Thunder Bay⁠(d). 
Obiectul prezintă o orbită caracterizată de o semiaxă mare de 2,5487706 UAi, o excentricitate de 0,2719071, o înclinație de 9,35431 ° în raport cu ecliptica.